# Le Masnau-Massuguiès
 Le Masnau-Massuguiès  es una población y comuna francesa, ubicada en la región de Mediodía-Pirineos, departamento de Tarn, en el distrito de Castres y cantón de Vabre.

## Demografía
| 684 | 562 | 527 | 463 | 361 | 310 |
| Para los censos de 1962 a 1999 la población legal corresponde a la población sin duplicidades (Fuente: INSEE [Consultar]) |     |     |     |     |     |